# ناثان هينتون
ناثان هينتون (بالإنجليزية: Nathan Hinton)‏ هو لاعب دوري الرغبي أسترالي، ولد في 13 أكتوبر 1985 في نيوكاسل في أستراليا.